# جينيفر باز
جينيفر باز (بالإنجليزية: Jennifer Paz)‏ هي مغنية وممثلة فلبينية وأمريكية، ولدت في 24 أبريل 1974 في مانيلا في الفلبين.

## أعمال

### مسلسلات
- ستيفن البطل

## وصلات خارجية
- الموقع الرسمي
- جينيفر باز على موقع IMDb (الإنجليزية)
- جينيفر باز على موقع ميوزك برينز (الإنجليزية)
- جينيفر باز على موقع أول موفي (الإنجليزية)
- جينيفر باز على موقع ديسكوغز (الإنجليزية)
- جينيفر باز على موقع قاعدة بيانات الفيلم (الإنجليزية)
- جينيفر باز على موقع كينوبويسك (الروسية)